# Anabel Rodríguez Ríos
Anabel Rodríguez Ríos (Caracas, Venezuela, 22 de marzo de 1977) es una directora de cine y guionista venezolana.

## Carrera
En 1998 Rodríguez Ríos se graduó en la escuela de comunicación social de la Universidad Católica Andrés Bello (UCAB) y posteriormente estudió artes en realización cinematográfica en la London Film School en Viena, Austria, como un acuerdo para estudiantes entre ambos países.
En 2003 dirigió el cortometraje Toilet y en 2008 fue una de las directoras que participó en la cinta antológica 1, 2 y 3 mujeres. En 2008 Anabel visitó por primera vez Congo Mirador, un pueblo del estado Zulia situado sobre el Lago de Maracaibo, y en 2013 comenzó el rodaje de su producción, después de un proyecto previo llamado El Galón, el cual la llevó a tener su primer contacto con el pueblo. Su último cortometraje, El Galón, parte de la serie Why Poverty, participó en más de cincuenta festivales.
En 2020, debutó en solitario con el largometraje documental Once Upon a Time in Venezuela (2020). El documental formó parte del festival de cine de Sundance, fue la postulación de Venezuela para los Academy Awards de 2020 y fue alabada por críticos internacionales, recibiendo un 88% de aprobación en el portal de Rotten Tomatoes.

## Filmografía
- Toilet (2003) (cortometraje)
- 1, 2 y 3 mujeres (2008) (antología)
- El Galón (cortometraje)
- Once Upon a Time in Venezuela (2020) (largometraje)